# Felsővidra község
Felsővidra község (románul: Comuna Avram Iancu) község Fehér megyében, Romániában. Központja Felsővidra, beosztott falvai Achimețești, Avrămești, Boldești, Bădăi, Cocești, Cocoșești, Coroiești, Cândești, Cârăști, Cârțulești, Călugărești, Căsoaia, Dealu Crișului, Dolești, Dumăcești, Gojeiești, Helerești, Jencsest, Jojei, Mărtești, Orgești, Plai, Pușelești, Pătruțești, Târsa (Fehér megye), Târsa-Plai, Valea Maciului, Valea Uțului, Verdești, Vidrișoara, Șoicești, Ștertești.

## Népessége
A 2011-es népszámlálás adatai alapján a község népessége 1636 fő volt.